# Турковичі (Люблінське воєводство)
Турковичі (пол. Turkowice) — село в Польщі, у гміні Вербковичі Грубешівського повіту Люблінського воєводства, над річкою Гучвою, недалеко від стародавнього города Червеня.
Населення — 496 осіб (2011).

## Історія

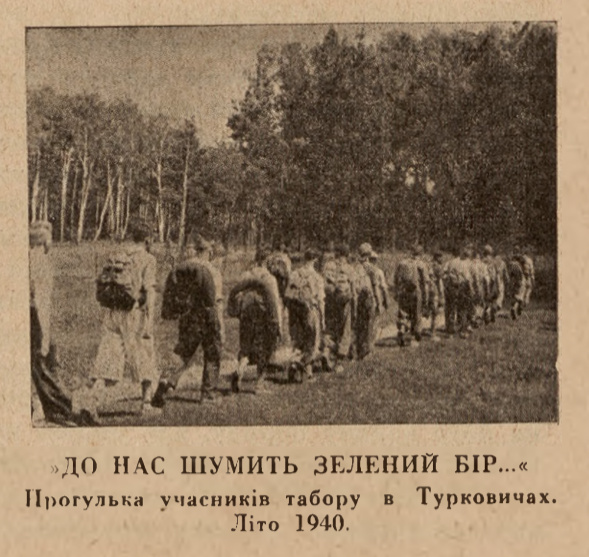
Українські юнацькі табори в селі Турковичі. Літо 1940 рік.

У Турковичах існував монастир, початок якого, за переказом, пов'язаний з чудом. Під час перевозу образа Божої Матері з Белза до Ченстохова близько 1378 року подібний образ з'явився й у Турковичах.
Побудований на цьому місці монастир був зруйнований 1749 року. Від нього залишилася лише невелика дерев'яна церква на честь Покрови Божої Матері зі згаданим чудотворним образом. 1901 року монастир відновлено як православний жіночий з учительською семінарією для дівчат, притулком для 200 сиріт, лікарнею, рільничою школою та інше; з цих закладів вийшло чимало місцевої інтелігенції. 1918 року польський уряд закрив монастир, велику соборну церкву було розвалено, а інші перероблено на склад і костьол та засипано шановану в народі криницю.
На частково збереженому цвинтарі заходами єпархіальної влади 1928 року збудовано дерев'яну церкву, що стала місцем щорічних прощ з Холмщини й Волині. 1938 року польська влада розвалила і цю церкву, а священиків і черниць вивезла.
Влітку 1940 року в Турковичах проходили українські молодіжні спортивні табори.
У березні 1944 року українське населення постраждало від нападу польського партизанського загону Армії Крайової. Унаслідок цього нападу 80 осіб були жорстоко вбиті, а 150 будинків були зруйновані.
У 2008 році діяльність православного жіночого монастиря в Турковичах була відновлена.
У 1975—1998 роках село належало до Замойського воєводства.

## Демографія
Демографічна структура станом на 31 березня 2011 року:
|          | Загалом | Допрацездатний вік | Працездатний вік | Постпрацездатний вік |
| -------- | ------- | ------------------ | ---------------- | -------------------- |
| Чоловіки | 243     | 47                 | 161              | 35                   |
| Жінки    | 253     | 48                 | 134              | 71                   |
| Разом    | 496     | 95                 | 295              | 106                  |

## Галерея

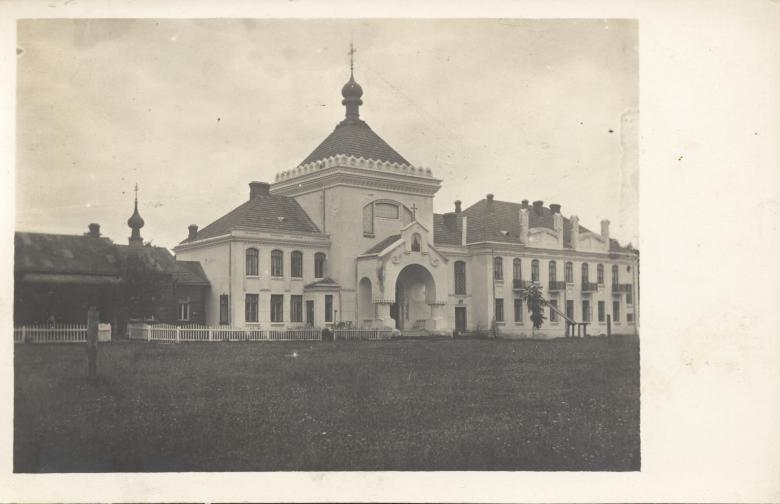
Монастир у 1910 році
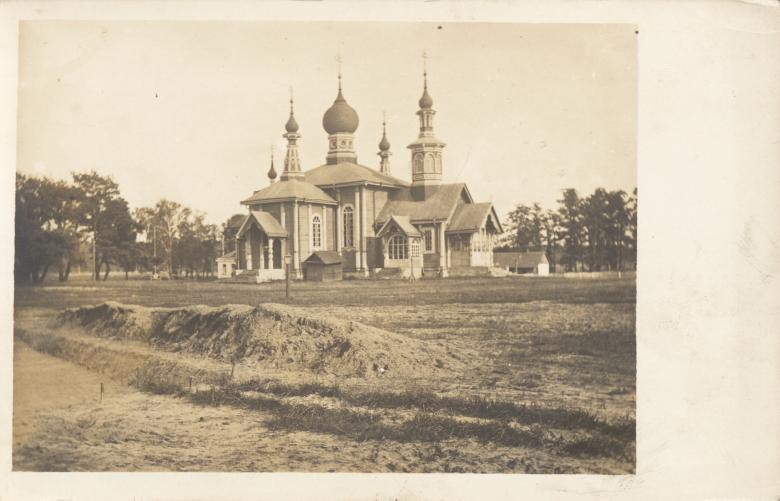
Монастир у 1916 році

## Постаті
- Казмірчук Віра Євстафіївна (нар. 1940) — український педіатр, імунолог, доктор медичних наук, професор.